# Anse-la-Raye (Quarter)
Anse-la-Raye ist ein Distrikt (Quarter) im Westen des Inselstaates St. Lucia. Das Quarter hat 6247 Einwohner (Stand 2010). Hauptort des Quarters ist die am Meer gelegene Gemeinde Anse-la-Raye.

## Geschichte
Im Jahr 1775 gab es in Anse-la-Raye laut Kirchenbüchern 107 Anwesen. Nach Abschaffung der Sklaverei gaben die meisten Menschen das Land auf und wendeten sich der Fischerei zu, um ihren Lebensunterhalt zu verdienen. Mitte des 20. Jahrhunderts gewannen die Bananen- und Kokosnussölproduktion an Bedeutung, ebenso wie der Bootsbau. Die Gegend ist bekannt für Federboote und Kanu-Rennen. In den späten 1990er Jahren wurde die freitägliche Fischnacht zu einem beliebten Zeitvertreib in der Stadt Anse-la-Raye.

## Einwohnerentwicklung
Volkszählungsergebnisse:
- 1970: 4769
- 1980: 4971
- 1991: 5035
- 2001: 6495[4]
- 2010: 6247

## Orte
- Anse-la-Raye
- Canaries
- Marigot Bay
- Roseau Vally
- Jacmel